# Taifa d'Albarrasí
La taifa d'as-Sahla o taifa de Xantamariyya aix-Xarq o taifa dels Banu Razín (àrab: طائفة السهلة, ṭāʾifat as-Sahla o طائفة شنتمرية الشرق, ṭāʾifat Xantamariyya ax-Xarq o طائفة بني رزين, ṭāʾifat Banī Razīn), coneguda historiogràficament com a taifa d'Albarrasí fou un petit regne de taifa establert al voltant de la vila d'Albarrasí i de la seua serralada per la dinastia amaziga dels Banu Razín.

## Independència
Fou fundat per un capitost local d'origen amazic, però arabitzat anomenat Hudhayl ibn Khàlaf ibn Razín, que va afermar la seua independència a partir del 1012, durant la descomposició del califat de Còrdova. La taifa d'Albarrasí ocupava aproximadament la part sud i occidental de l'actual província de Terol.
Hudhayl i els seus descendents, els Banu Razín, van dominar la taifa fins a la seua extinció. A Hudhayl el va succeir Abd-al-Màlik ibn Hudhayl (1045), i a aquest Yahya ibn Abd-al-Màlik (1103), que només va gaudir del poder un any.

## Relacions amb Rodrigo Díaz de Vivarel Cid
El 1090 el senyor de d'Albarrasí esdevingué tributari de l'exèrcit mercenari dirigit per Rodrigo Díaz de Vivar el Cid. Tanmateix, en la lluita per conquerir Balànsiya, el senyor d'Albarrasí va prendre part pels almoràvits, raó per la qual fou atacat i derrotat pel Cid a la batalla de Quart de Poblet (1094).
El novembre de 1092, Abu-Issa Lubbun ibn Lubbun, visir de Yahya al-Qàdir, es va revoltar a Morvedre en desacord amb la seva política d'acords amb els cristians i va cedir la seua ciutat a Abd-al-Màlik ibn Hudhayl a canvi d'una pensió i el dret de viure en Albarrasí. Abd-al-Màlik ibn Hudhayl, per a no molestar el Cid el va prestar vassallatge immediatament. El Cid va poder avituallar les seves tropes en els pobles i castells d'Albarrasí mentre respectava els dominis d'Abd-al-Màlik ibn Hudhayl.

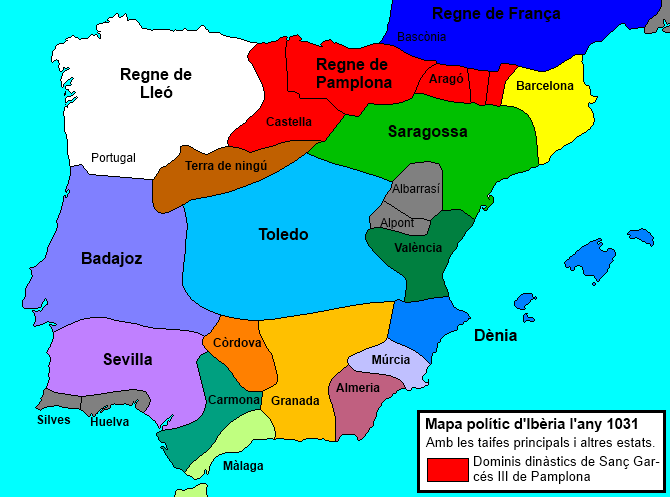
Els regnes de taifes l'any 1031

## Annexió al domini almoràvit
El 1104 la Taifa d'Albarrasí va perdre la seva independència en ser ocupada pels almoràvits. A partir d'aleshores, els Banu Razín es traslladaren a Balànsiya.

## La Senyoria d'Albarrasí
Uns 60 anys després, el 1170, Muhàmmad ibn Mardanix, conegut pel sobrenom de Rei Llop, traspassà el territori al senyor d'Estella Pero Ruiz d'Açagra en circumstàncies mai no esclarides, però que possiblement fou deguda al pagament pels serveis prestats pel rei de Navarra. D'aquesta manera s'establí la Senyoria d'Albarrasí, un territori sobirà enclavat entre el Regne de Castella i el Regne d'Aragó en mans d'un feudatari del Regne de Navarra.